# Algirdas Lauritėnas
Algirdas Lauritėnas, né le 5 novembre 1932, à Kaunas, dans la République socialiste soviétique de Lituanie, mort le 7 août 2001, à Kaunas, en Lituanie, est un ancien joueur soviétique de basket-ball. 

## Palmarès
- Finaliste des Jeux olympiques 1956
- Champion d'Europe 1953
- 3e du championnat d'Europe 1955
- Champion d'Europe 1957